# Lady Camden
Lady Camden, nombre artístico de Rex Wheeler (9 de agosto de 1990), es una drag queen inglesa radicada en los Estados Unidos que compitió en la decimocuarta temporada de RuPaul's Drag Race, quedando en segundo lugar.

## Primeros años
Wheeler nació en Camden Town, Londres, Inglaterra, hijo de Brian Wheeler y Jeanne Pacella, quienes se conocieron en el trabajo de Brian en el Electric Ballroom. Su madre ha sido descrita como partidaria de la carrera drag de Wheeler, ya que asistió a muchas de sus actuaciones e incluso festejó junto al elenco de la decimocuarta temporada de Drag Race después de la emisión de la final. Asistió a la Escuela Acland Burghley y a la Escuela Royal Ballet.

## Carrera
Después de bailar con el Ballet Nacional Eslovaco, Wheeler bailó con el Sacramento Ballet de 2010 a 2015. Luego bailó y coreografió para Smuin Ballet, con sede en San Francisco, de 2015 a 2018. En 2019, estrenó Take Five, una pieza que coreografió para Smuin Ballet con música de Dave Brubeck.
En 2022, Wheeler compitió en la decimocuarta temporada de RuPaul's Drag Race como Lady Camden. Ganó los episodios 7, 12 y 14, así como tres premios en efectivo de 5.000 dólares. Quedó entre las últimas 7 en el episodio del Snatch Game, y tuvo que participar en una batalla de lip sync, ganando la segunda ronda contra Bosco.
En la final, llegó al top dos junto con Willow Pill y ambas reinas participaron en una batalla de lip sync con la versión de Cher de "Gimme! Gimme! Gimme! (A Man After Midnight)" de ABBA. Finalmente Camden perdió la batalla y terminó en segundo lugar, ganando un premio en efectivo de 50.000 dólares.

## Vida personal
Wheeler vive en California y es abiertamente gay. Durante la pandemia de COVID-19, se mudó a Sacramento, antes de regresar a San Francisco.

## Filmografía

### Televisión
| Año  | Título                                      | Papel      | Notas             |
| ---- | ------------------------------------------- | ---------- | ----------------- |
| 2022 | RuPaul's Drag Race (Temporada 14)           | Ella misma | Finalista         |
| 2022 | RuPaul's Drag Race: Untucked (Temporada 14) | Ella misma | Finalista         |
| 2023 | RuPaul's Drag Race UK (5ª temporada)        | Ella misma | Invitada especial |

### Series web
| Año  | Título                 | Papel      | Notas    | Ref.   |
| ---- | ---------------------- | ---------- | -------- | ------ |
| 2022 | Whatcha Packin'        | Ella misma | Invitada | [ 13 ] |
| 2022 | Drag Us Weekly         | Ella misma | Invitada | [ 14 ] |
| 2023 | Give It to Me Straight | Ella misma | Invitada | [ 15 ] |
| 2023 | Bring Back My Girls    | Ella misma | Invitada |        |

## Premios y nominaciones
| Año  | Premio                         | Categoría                                                                           | Obra               | Resultado | Ref.   |
| ---- | ------------------------------ | ----------------------------------------------------------------------------------- | ------------------ | --------- | ------ |
| 2022 | MTV Movie & TV Awards          | Mejor pelea (compartido con Bosco                                                   | RuPaul's Drag Race | Ganadora  | [ 16 ] |
| 2022 | Critics' Choice Real TV Awards | Mejor reparto en un programa no guionizado (compartido con el cast de la temporada) | RuPaul's Drag Race | Ganadora  | [ 17 ] |